# Teorodoco
Il teorodoco (in greco antico: θεωροδόκοι o θεαροδόκοι?) era un magistrato dell'antica Grecia, appositamente incaricato di ricevere e ospitare i teori delle altre polis giunti per assistere ai giochi panellenici o ad altre feste e cerimonie di carattere solenne.
Il teorodoco era il rappresentante diplomatico locale della festa, e non solo si preoccupava di ospitare i teori, ma doveva anche intrattenerli e presentarli agli altri magistrati. A volte veniva nominato dalla comunità in cui viveva, ma altre volte dalla comunità esterna che aveva inviato i propri teori. 
Esistono ampie testimonianze epigrafiche sui teorodochi, come quelle di Delfi, Nemea, Epidauro e Coo.